# Alcantara (Fluss)
Alcantara ist ein Fluss auf Sizilien. Der Name ist arabischen Ursprungs (al-qanṭara „die Brücke, der Brückenbogen“) und bezieht sich auf eine Brücke aus der Römerzeit, die die Araber in der Nähe der Mündung vorfanden.

## Verlauf
Der Alcantara entspringt in 1250 m Höhe auf der Südseite der Monti Nebrodi in der Nähe des Ortes Floresta. Auf seinem 52 km langen Weg zur Mündung durchfließt er die Territorien der nördlich des Ätna gelegenen Orte Randazzo, Mojo Alcantara, Francavilla di Sicilia, Motta Camastra, Castiglione di Sicilia, Graniti, Gaggi, Calatabiano, Taormina und Giardini-Naxos, bevor er am Capo Schiso in Giardini-Naxos (südlich von Taormina) ins Ionische Meer mündet.
Vor einigen tausend Jahren wurde das Flussbett durch einen Lavastrom des Nebenkraters des Ätna bei Mojo Alcantara blockiert. Da die Lava durch das Wasser viel schneller abgekühlt wurde als an Luft, nahm sie beim Erstarren eine besondere Form an, die Säulenlava. In den Jahrtausenden hat sich der Fluss durch diesen Lavastrom gebahnt und so sehenswerte Schluchten, die Gole dell’Alcantara, gebildet.

## Flusspark Alcantara
Im Jahr 2001 wurde ein Flusspark Alcantara (Parco fluviale dell’Alcantara) eingerichtet, der zum einen dem Schutz des Flusses, zum anderen der Förderung von dessen Nutzung als Erholungsgebiet und touristisches Ziel dienen soll.

## Bildergalerie

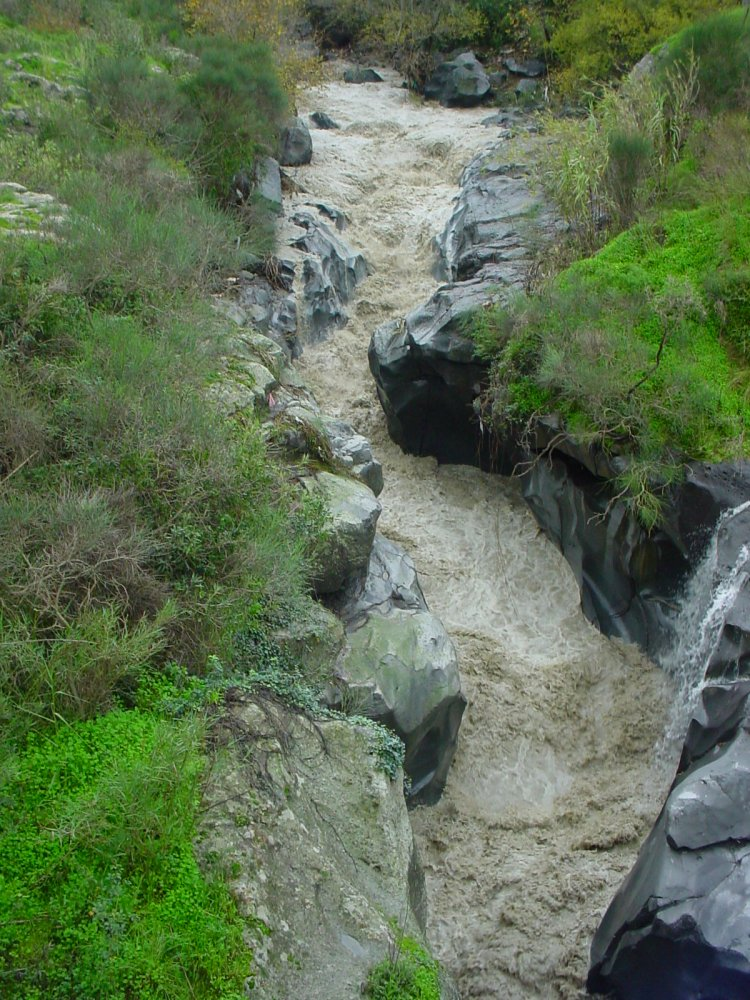
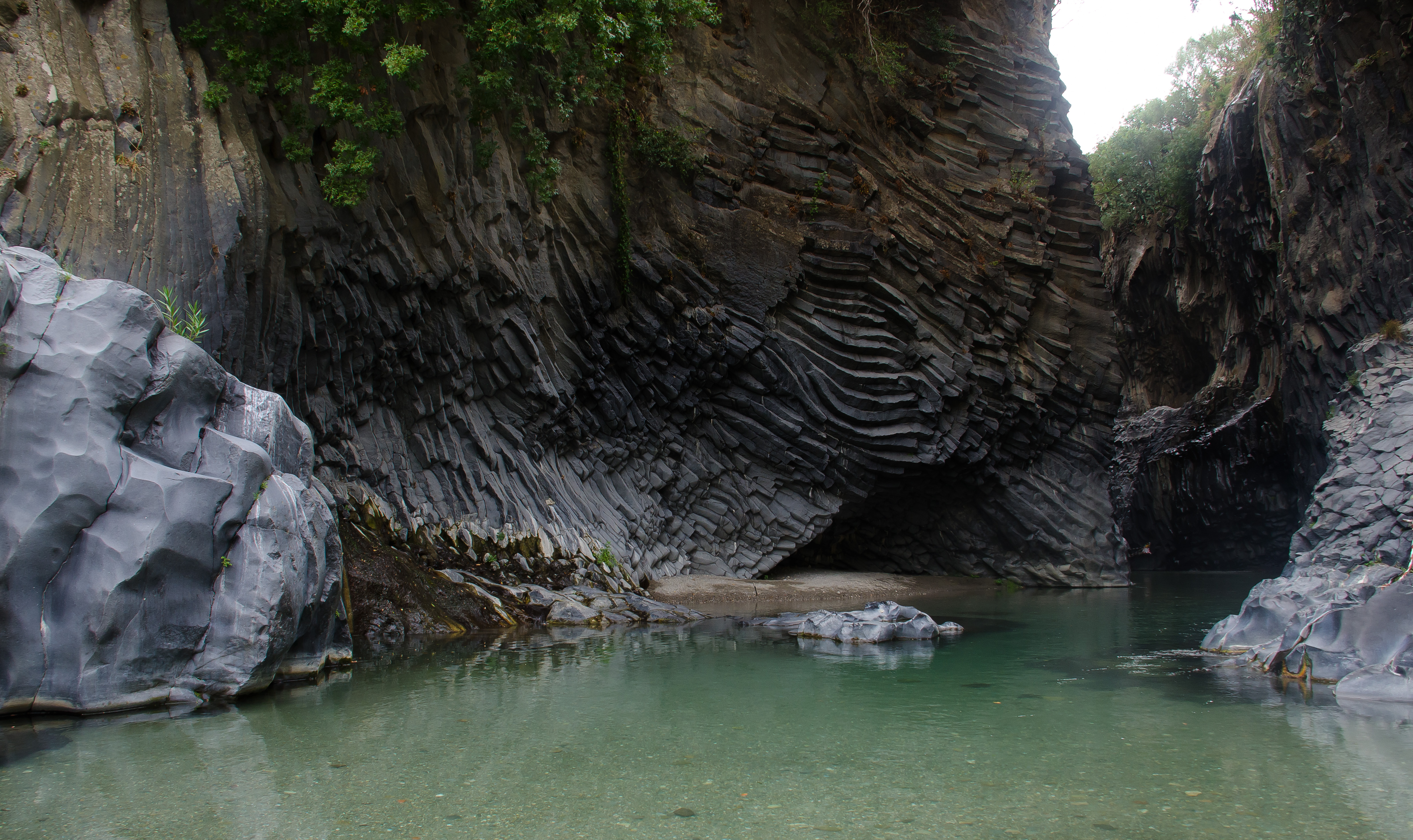
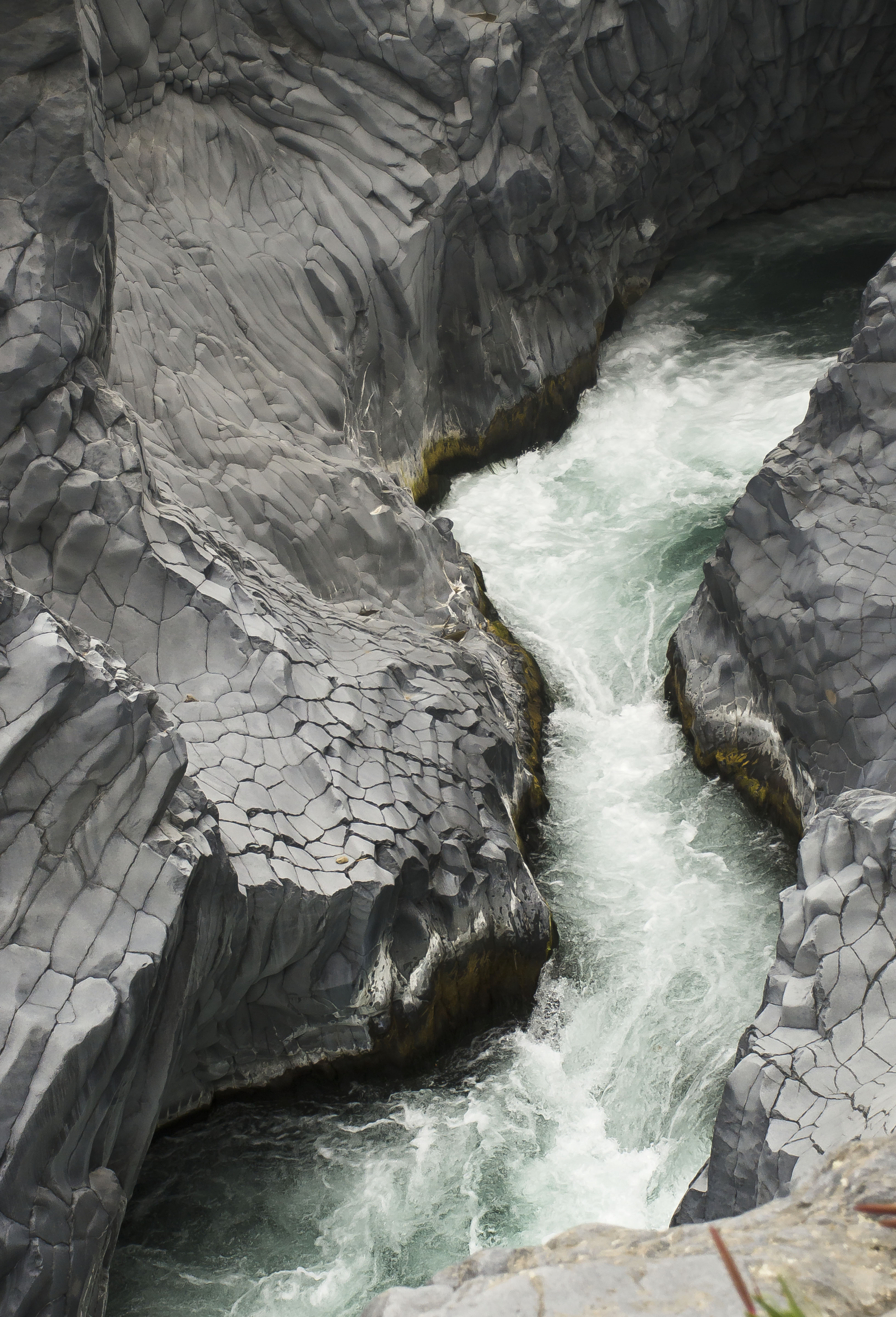
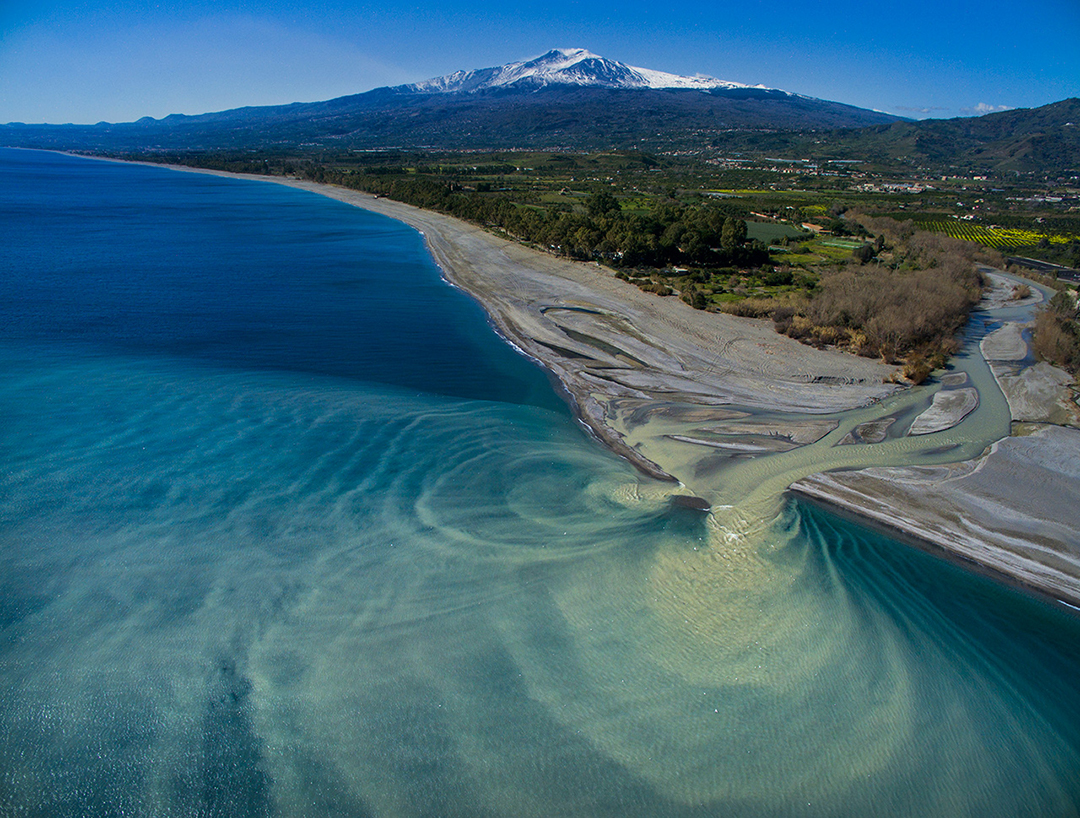